# گود هوپ، شهرستان نشوبا، میسیسیپی
گود هوپ (به انگلیسی: Good Hope) یک منطقهٔ مسکونی در ایالات متحده آمریکا است که در شهرستان نشوبا، میسیسیپی واقع شده‌است. گود هوپ ۱۵۳٫۰۱ متر بالاتر از سطح دریا واقع شده‌است.